# Olger Escobar
Olger Armando Escobar Real (ur. 11 września 2006 w Lynn) – gwatemalski piłkarz z obywatelstwem amerykańskim występujący na pozycji skrzydłowego, reprezentant Gwatemali, od 2023 roku zawodnik amerykańskiego New England Revolution II.